# Зюльц
Зюльц (нем. Sülz) — река в Германии, протекает по земле Северный Рейн-Вестфалия. Впадает в Аггер около Ломара.

## География

### Описание
Река Зюльц берёт начало от слияния рек Кюртенер-Зюльц и Линдлар-Зюльц возле Хоммериха в Обербергиш, прямо на западной границе с Рейниш-Бергиш, на высоте 126 м над уровнем моря. После слияния двух истоковых рек Зюльц течёт в основном на юго-юго-запад. Река образует характерную двойную петлю между Клефхаусом и Бромбахом. Затем Зюльц протекает через районы Бромбах, Иммекеппель и Оберауэль и пересекает автомагистраль A4 в Унтерешбахе. Далее река встречается с Лембахом, Зюльце и Хоффнунгстхалем. В районе Виркоттен района Рёсрат-Хоффнунгсталь региональная железнодорожная линия Кёльн — Гуммерсбах — Мариенхайде пересекает Зюльц; это единственный железнодорожный мост через реку.

### Границы водосборного бассейна
- На севере граничит с бассейном реки Гаульбаха (приток Вуппера).
- На северо-востоке с бассейном реки Виппер (так называется верхняя часть Вуппера).
- На юго-востоке граничит с бассейном реки Леппе (приток Аггера).
- На юге граничит с бассейном собственно Аггера.
- На юго-западе граничит с бассейном реки Кюртенвальд Бах (приток Рейна).
- На западе граничит с бассейном реки Флебах (приток Рейна).
- На северо-западе граничит с бассейном реки Дюнн (приток Рейна).

## Гидрологические характеристики
Речной индекс 27288. Площадь бассейна реки составляет 244,571 км². Длина реки — 48,5 км. На своём пути от слияния истоков реки до устья Зюльц спускается на 54 метра относительной высоты (суммарное падение), что соответствует среднему уклону русла 2,6 ‰. Средний расход здесь составляет около 5 м³/с.

## Зюльц в геральдике
Условная схема слияния рек Зюльца и Аггера изображена на гербе Ломара.

## Притоки
В прилагаемой ниже таблицы показаны сведения о притоках, располагающихся в последовательности от истока Зюльца к его устью.
| №  | Км от истока | Название          | Код реки  | Сторона притока | Длина в км | Площадь водосбора в км² | Адрес устья           | Высота устья в м. н.у.м. | Примечания          | Фото |
| -- | ------------ | ----------------- | --------- | --------------- | ---------- | ----------------------- | --------------------- | ------------------------ | ------------------- | ---- |
| 1  | 24,9         | Кюртенер Зюльц    | 27288-4   | правый          | 20,438     | 63,912                  | у Хоммериха           | 126                      | река правого истока |      |
| 2  | 24,9         | Линдларер Зюльц   | 27288     | левый           | 23,793     | 58,789                  | у Хоммериха           | 126                      | река левого истока  |      |
| 3  | 23,7         | Вельцер Зифен     | 27288-512 | левый           | 1,451      |                         |                       |                          |                     |      |
| 4  | 23,2         | Вестербах         | 27288-52  | правый          | 3,087      | 3,408                   | у Георгхаузена        |                          | также: Колленбах    |      |
| 5  | 22,7         | Ёльзифен          | 27288-534 | правый          | 1,005      |                         | у Оффермансхайде      | 120                      |                     |      |
| 6  | 22,3         | Георгхаузер Зифен | 27288-536 | левый           | 1,901      |                         |                       |                          |                     |      |
| 7  | 21,3         | Дюршбах           | 27288-54  | правый          | 9,275      | 16,935                  | у Клефхауса           | 113                      |                     |      |
| 8  | 18,0         | Леннефер Бах      | 27288-6   | левый           | 13,603     | 28,067                  | у Мелессена/Оберштега | 106                      | также: Леннефе      |      |
| 9  | 15,5         | Фольбах           | 27288-76  | правый          | 5,019      |                         | у Иммекеппеля         | 96                       |                     |      |
| 10 | 14,7         | Оберауэлер Бах    | 27288-78  | правый          | 3,192      |                         | у Оберауэля           | 95                       | также: Кребсбах     |      |
| 11 | 13,6         | Эшбах             | 27288-798 | правый          | 1,229      |                         | у Унтерешбаха         | 91                       |                     |      |
| 12 | 13,2         | Хольцбах          | 27288-8   | левый           | 4,924      | 9,207                   | у Унтерешбаха         | 91                       |                     |      |
| 13 | 10,8         | Лембахер Бах      | 27288-916 | правый          | 1,952      |                         |                       |                          | также: Лембах       |      |
| 14 | 8,7          | Книппербах        | 27288-92  | левый           | 3,405      | 4.253                   |                       | 82                       |                     |      |
| 15 | 7,9          | Зоммербергер Бах  | 27288-934 | правый          | 1,845      |                         |                       |                          |                     |      |
| 16 | 5,3          | Купферзифер Бах   | 27288-94  | левый           | 4,808      | 2,951                   |                       |                          |                     |      |
| 17 | 4,7          | Имметзифен        | 27288-952 | левый           | 1,118      |                         |                       |                          |                     |      |
| 18 | 4,1          | Щарренброхер Бах  | 27288-954 | правый          | 1,425      |                         |                       |                          |                     |      |
| 19 | 3,5          | Кирхзифен         | 27288-958 | правый          | 1,08       |                         |                       |                          |                     |      |
| 20 | 3,5          | Гаммерсбах        | 27288-96  | левый           | 5,363      | 4,485                   | у Киршхайдерброха     | 68                       |                     |      |
| 21 | 2,5          | Альтенратер Бах   | 27288-994 | правый          | 1,427      |                         |                       |                          |                     |      |
| 22 | 2,3          | Бервертсбах       | 27288-996 | левый           | 2,522      |                         | у Дрекке              | 66                       |                     |      |